# Diadumenidae
Diadumenidae é uma família de cnidários antozoários da infraordem Thenaria, subordem Nyantheae (Actiniaria).

## Géneros
- Diadumene Stephenson, 1920